# Jana Belomoina
Jana Belomoina (Loetsk, 2 november 1992) is een Oekraïens mountainbikester, die haar vaderland vertegenwoordigde bij de Olympische Spelen van 2012 in Londen. Daar eindigde ze op de dertiende plaats in de olympische mountainbikerace op het onderdeel crosscountry.

## Erelijst

### Mountainbike
2012
- 1e in Oliveira de Azemeis
- 1e in Houffalize, Beloften
- 1e in Bitlis
- 1e in MTB Alpago Trophy
- 2e in Nove Mesto na Morave, Beloften
- 1e in La Bresse, Beloften
- Oekraïens kampioen, Elite
- 13e Olympische Spelen

2013
- Europees kampioene cross-country, Beloften
- 3rd Place: U23 Cross-country

UCI Mountain Bike World Championships
Pietermaritzberg, South Africa
2015
- 3rd Place: Elite Cross-country

UCI Mountain Bike World Championships
Vallnord, Andorra
2016
- 2nd Place: Autumn Ride Ultimate MTB Battle

Obertraun, Austria
2017
- 2nd Place: Cyprus Sunshine Cup Rd 1, Cyprus
- 1st Place: Cyprus Sunshine Cup Rd 2, Cyprus